# Estação Canillejas

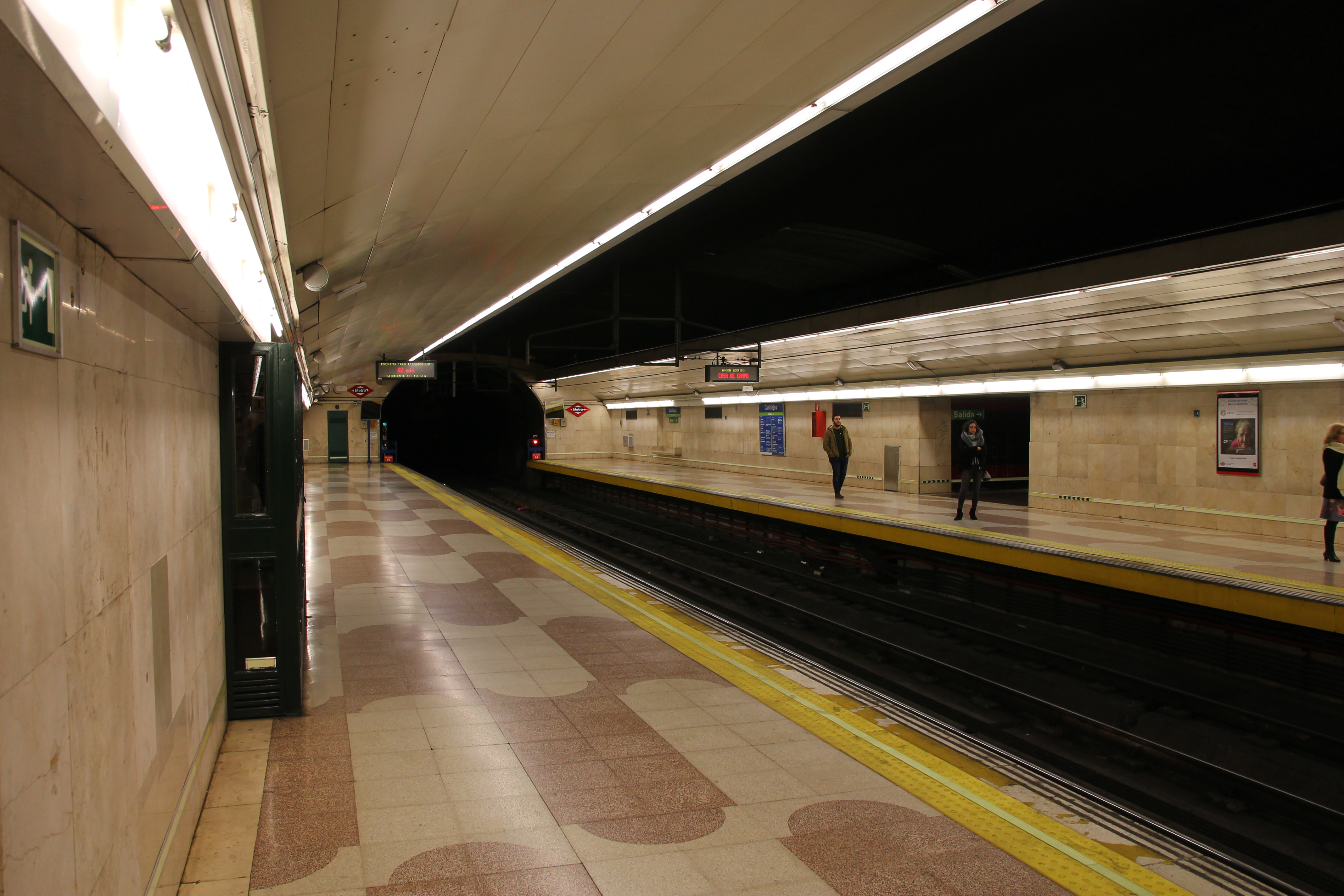
Plataformas de embarque

Canillejas é uma estação da Linha 5 do Metro de Madrid.

## História
A estação abriu para o público em 18 de janeiro de 1980.